# 前脈絡叢動脈
前脈絡叢動脈（Anterior choroidal artery）一般源自於內頸動脈，但某些罕見個案會源自於中大腦動脈

## 解剖
前脈絡叢動脈負責供應端腦、間腦及中腦的構造，包含：
- 侧脑室及第三腦室（英语：third ventricle）的脈絡叢
- 视交叉及視徑（英语：optic tract）
- 內囊（英语：internal capsule）
- 外膝狀體（英语：lateral geniculate body）
- 蒼白球（英语：globus pallidus）
- 尾状核尾部
- 海马体
- 杏仁核
- 黑质
- 紅核（英语：red nucleus）
- 大腦腳（英语：crus cerebri）

## 臨床意義
有關本動脈受損或阻塞所造成的影響上未完全明朗，有研究顯示可能會造成對側輕偏癱、對側觸覺遲鈍，以及, and 同向偏盲。這些症狀可能緣自於內囊後肢、丘脑、视交叉，及視徑缺血。但內囊後支還有源自中大腦動脈的豆紋動脈作為備用血流。

## 外部連結
- MedEd at Loyola Neuro/neurovasc/navigation/achr.htm
- Anatomy diagram: 13048.000-1 at Roche Lexicon - illustrated navigator, Elsevier
- Blood supply at neuropat.dote.hu
- http://neuroangio.org/anatomy-and-variants/anterior-choroidal-artery/ （页面存档备份，存于）